# Club Sportivo Balcarce
El Club Sportivo Balcarce, más conocido como Sportivo Balcarce o simplemente Balcarce, es un club deportivo argentino ubicado en la ciudad de Florida, Buenos Aires. Aunque en el club se llevan a cabo otras disciplinas, el fútbol fue el deporte predominante mientras que estuvo afiliado a la Asociación del Fútbol Argentino y sus predecesores en las décadas de 1920 y 1930, llegando a concursar en la Primera División.
Otros deportes que se practican en el club son la gimnasia, el taekwondo y la natación.

## Historia
Fue fundado el 1° de noviembre de 1919 en el barrio de Núñez. En sus primeros años tuvo su secretaría en Cabildo 3729, a unas cuadras de la Plaza Balcarce y de su cancha; actualmente hay una tapicería.

### Primeros campeonatos
En medio del cisma, el club se afilia a la Asociación Amateurs de Football y se incorpora para 1922 en la Segunda División, que ocupaba la tercera categoría. Allí compitió en la Zona Norte, donde consiguió el primer lugar de manera invicta, ascendiendo a División Intermedia. También accedió a la fase final por el campeonato junto a Buenos Aires Central, Lomas y Nacional, que sería el campeón.

#### Primer título
En paralelo al campeonato, disputó la Copa de Competencia de la división. Allí se impuso ante los equipos juveniles de Estudiantes y Vélez, avanzando hasta las semifinales donde venció a Nacional. En la final tenía previsto enfrentarse a Lomas, que había protestado por su encuentro en semifinales, pero finalmente se enfrentó y venció a los juveniles de Gimnasia y Esgrima La Plata, consagrándose campeón por primera vez.

### Llegada a Primera División

#### Nuevo título y ascenso
Para 1923, decide desafiliarse de la Asociación Amateurs y se afilia a la Asociación Argentina de Football, siendo incorporado a la división a la que había ascendido.
El equipo logró estabilizarse rápidamente en la segunda categoría y, tras una buena campaña en 1923 y una más moderada en 1924, en 1925 se consagró campeón de la División Intermedia y ascendió a Primera División.

#### Una campaña histórica
El 25 de abril, a una semana de iniciado el campeonato, Balcarce hizo su debut en Primera División. En su visita a El Porvenir, cayó por 2 a 0. Su primer punto lo consiguió de local a la semana siguiente, al igualar 2 a 2 con Palermo. El 16 de mayo, por la fecha 5, consiguió su primer triunfo al vencer por 3 a 1 a Alvear, dando pie a una racha de 9 partidos sin perder. A mitad del certamen, 6 equipos fueron desafiliados, por lo que los magros resultados de las primeras fechas quedaron nulos. 
El 12 de septiembre enfrenta por primera vez a uno de los Cinco grandes del fútbol argentino. Viaja a La Boca a enfrentar a Boca Juniors. El xeneize venía invicto, pero los empates con Alvear y Colegiales eran alentadores para el equipo de Núñez. Sin embargo, 2 goles de cabeza le dieron el triunfo a los visitantes que jugaron en su propia cancha, poniendo fin a su racha.
El 14 de noviembre sufría su primer y única derrota en Saavedra ante Argentino de Quilmes, quedando fuera de la pelea por el título pero, aun así, continuó triunfando en la mayoría de los encuentros. El 19 de diciembre disputó su último partido, donde cayó ante Dock Sud por 3 a 0, siendo su peor derrota en Primera. Sin embargo, luego obtuvo los puntos que no se disputaron con Chacarita Juniors, los que serían vitales pará alcanzar el cuarto lugar, igualado a Palermo y a uno de Huracán, que quedó tercero. Estos también serían sus últimos partidos en Primera División.

#### Subcampeón del fútbol argentino
El 3 de octubre hace su debut en una copa nacional, al disputar la segunda edición de la Copa Estímulo y vencer por 4 a 0 a Porteño. El equipo obtuvo el primer puesto del Grupo B de manera invicta y avanzó a las semifinales, que debieron disputarse en 1927.
El 6 de enero se enfrentó a Huracán en su cancha de Avenida Alcorta, donde triunfó por 2 a 1.
El 30 de enero se disputó la final en El Gasómetro ante Boca Juniors. El primer tiempo finalizó a favor del xeneize pero, a los 2 minutos del segundo tiempo, Clemente Heredia anotó el 1 a 1. La igualdad se mantendría hasta los 14 minutos, cuando Boca se puso en ventaja devuelta, para ampliar la diferencia 9 minutos después. Faltando 5 minutos para el final, Luis Coronas tuvo un altercado con el juez de línea, que derivó en la finalización del partido.
| Final de la Copa Estímulo; 30 de enero de 1927 | Boca Juniors | 3:1     | Balcarce | Estadio El Gasómetro, Buenos Aires |  |
|                                                | Tesoriere · Bidoglio · Mutis · Médici · Garasini · Stábile · Tarasconi · Cherro · Cerroti · Bisio · Delgado · Cherro 20' · Bisio 59' · Delgado 68' | Reporte | Levalle · Puntis · Rousell · R. Coronas · L. Coronas · García · Campos · Morelli · Carreras · Heredia · Berdayes · 47' Heredia |                                    |  |

### Regreso al ascenso
A pesar del buen desempeño que estaba realizando en el torneo y en la copa, el equipo fue relegado de la máxima categoría: el 18 de noviembre de 1926, en el texto del Laudo emitido por el Presidente de la Nación, Marcelo T. de Alvear, en su condición de árbitro elegido por las ex-asociaciones, se resolvió la constitución de la Primera División A con 29 equipos, entre los que no estaba el club. El mérito deportivo poco influyó en la decisión de la nueva entidad cuando decidieron que Porteño, que había finalizado último sin ganar un solo partido de los computados, fue reincorporado en la máxima categoría poco antes en una Asamblea realizada poco antes inicio de la temporada, donde también se concretaba el descenso del club a la nueva Primera División B.
El 20 de marzo de 1927, hizo su debut en la Primera División B igualando 0 a 0 con Nueva Chicago. El equipo tuvo un moderado desempeño en el torneo, finalizando en el noveno lugar.
En los torneos siguientes su rendimiento no varió, finalizando en la mayoría de ellos en mitad de tabla. La excepción fue en el torneo de 1929, cuando tuvo un flojo rendimiendo, cayendo en la mayoría de los partidos, y finalizó penúltimo.

### Campeón de Primera División
A mediados de mayo de 1931, el fútbol argentino sufre su último cisma, que dio origen al profesionalismo. Ante la crisis estallada, la Asociación resolvió postergar el inicio de los campeonatos y organizó una nueva Copa de Competencia entre los equipos que quedaban de Primera División y los de Primera B.
El 31 de mayo inició la competencia igualando por 3 a 3 con Alvear. El 14 de junio, cae por 4 a 0 ante Sp. Palermo. Tras la fecha 3, se da un intervalo para el inicio de los campeonatos. El 11 de noviembre, se enfrenta con Ferrocarriles del Estado e iguala por 1 a 1, lo que complica sus chances de superar la fase de grupos. El 3 de enero de 1932, con el campeonato ya finalizado, debía enfrentarse a Excursionistas pero a finales de diciembre se había retirado del torneo. Con las bajas de varios equipos, el equipo recuperaba chances se avanzar de fase y el 9 de enero venció por 3 a 0 a General San Martín. El 17 de enero debía disputar el desempate con Sp. Palermo, pero éste se había retirado del torneo el día 5 para fusionarse con Palermo, y avanzó de fase.
El 24 de enero enfrentó a Defensores de Belgrano por los cuartos de final, en un encuentro que se vio suspendido a falta de 10 minutos con Balcarce triunfanfo por 3 a 0, dándose por finalizado. El día 31 debía enfrenarse a Argentino de Quilmes por las semifinales, pero una semana antes éste se retiró del torneo.

#### Las finales
El 28 de febrero se enfrentó a Almagro en el campo de All Boys por la final. El marcador fue abierto por Almagro a los 37 minutos del primer tiempo, pero a los 3 minutos del segundo tiempo llegó el empate del sportivo con el gol de Numa luego de un centro de Galarza. Los jugadores de Almagro protestaron que el balón había salido del campo del juego previo al centro, pero el árbitro desestimó el reclamo. A raíz de esto, la tensión entre los jugadores creció en el restante de juego y, a los 36 minutos, el árbitro decidió suspenderlo tras los incidentes entre Correa y Galizia.
El 6 de marzo se disputó el desempate en el campo de juego de Excursionistas. El marcador fue rápidamente abierto por el sportivo, con un gol de cabeza de Aguirre a los 3 minutos. A los 16 minutos, el equipo rival se quedó parcialmente con un jugador menos con la salida lesionado de Correa, que reingresó 20 minutos después. Aprovechando la temporal ventaja, Galarza anotó el 2 a 0 para el sportivo a los 25 minutos, yéndose al descanso con una cómoda ventaja. A los 8 minutos del segundo tiempo, una mano de Rimarza dentro del área se convirtió en penal para Almagro, que fue convertido en gol. A los 15 minutos, en una jugada poco clara donde terminaron caídos Aguirre y el arquero de Almagro, que quedó inconsciente y debió salir momentáneamente, el árbitro cobró penal para el sportivo; previo a la ejecución, un jugador de Almagro se retiró del campo en protesta y el arquero fue momentáneamente reemplazado por otro jugador. Tras diez minutos detenido el juego, a los 25 minutos, Olivera ejecutó el penal y convirtió el 3 a 1. A los 26 minutos del segundo tiempo, con el arquero de Almagro recién regresado, Aguirre anotó el 4 a 1 definitivo. De inmediato, los jugadores de Almagro se acercaron al árbitro y le notificaron que se retiraban del campo de juego en protesta al arbitraje. Finalmente, el árbitro suspendió el encuentro, mientras los jugadores del sportivo daban la vuelta olímpica en celebración de su primera copa nacional de Primera División.

### Últimos años
En el torneo de 1932 realizó una brillante campaña, disputando por el campeonato y el ascenso hasta las últimas fechas, finalizando subcampeón a pocos puntos de Dock Sud.
A principios de 1933 tuvo una nueva y última oportunidad para ascender a Primera División, por medio del Concurso de Eliminación de Primera División B, el cual otorgaba cuatro ascensos a la máxima categoría. El 5 de marzo dio inicio el concurso y logró vencer por 4 a 2 a Progresista; sin embargo, el día 12 cayó por 2 a 1 a Gutenberg. El día 19 logró vencer por 2 a 0 a General San Martín, manteniendo chances de ascender. El 26 de marzo disputó su último partido en el fútbol argentino: por la penúltima fecha del concurso, en la necesidad de sumar para no depender de otros resultados en la última fecha; finalmente, cayó por 1 a 0 ante Palermo. El 2 de abril se disputó la última fecha, donde no tuvo rival debido al retiro de Gimnasia de Lanús, y los triunfos fe Palermo y General San Martín lo despojaron del sueño de subir a Primera.
La temporada de 1933 inició y, a pesar de que el equipo estaba afiliado, no participó en el torneo de Segunda División, alejándose eventualmente del fútbol argentino.

### Actualidad
En 1932 se muda a la localidad de Florida y se expande a la práctica de otros deportes como el básquet y las bochas, mientras que la práctica de fútbol fue eventualmente descontinuada, comenzando con la construcción de las canchas para los nuevos deportes practicados.
El 1 de noviembre de 2019 hizo celebración en su sede por los 100 años cumplidos de la institución. En abril de 2023, el club organizó en conjunto con Cáritas y el Rotary Club un almuerzo solidario en la sede del club.

## Cancha
El club disputaba sus encuentros en una cancha del barrio de Saavedra, ubicada entre las calles Moldes y Republiquetas (hoy Crisólogo Larralde), a pocas cuadras de la secretaría del club. El lugar se encontraba cercado con tejido y no contaba con tribunas, aunque sí con pasillo y casilla para jugadores. Era usada también por el club Ciudad de México.

## Datos del club

### Temporadas
- Temporadas en Primera División: 1 (1926)
- Temporadas en segunda categoría: 9
  - Temporadas en División Intermedia: 3 (1923-1925)
  - Temporadas en Primera División B: 6 (1927-1932)
- Temporadas en tercera categoría: 1
  - Temporadas en Segunda División: 1 (1922)

- Participaciones en Copa de Competencia Jockey Club: 1 (1931)
- Participaciones en Copa Estímulo: 1 (1926)

### Cronología por año
Cronología del club en categorías de la Asociación Argentina de Football:
| Temp. | Div. | Clubes | Pos. | Pts | PJ | PG | PE | PP | GF | GC | DG  | Copa            | Otras copas |
| ----- | ---- | ------ | ---- | --- | -- | -- | -- | -- | -- | -- | --- | --------------- | ----------- |
| 1922  | 2D   | 23     | 1.º  | 18  | 10 | 8  | 2  | 0  | 25 | 10 | 15  | Campeón (CC2D)  | —           |
| 1923  | DI   | 31     | 2.º  | 21  | 15 | 10 | 1  | 4  |    |    |     |                 | —           |
| 1924  | DI   | 32     | 6.º  | 22  | 21 | 8  | 6  | 7  |    |    |     |                 |             |
| 1925  | DI   |        | 1º   |     |    |    |    |    |    |    |     |                 | —           |
| 1926  | A    | 18     | 4º   | 23  | 17 | 10 | 3  | 4  | 29 | 19 | 10  | Subcampeón (CE) | —           |
| 1927  | B    | 18     | 9º   | 34  | 34 | 11 | 12 | 11 | 40 | 36 | 4   | —               | —           |
| 1928  | B    | 19     | 8º   | 37  | 36 | 14 | 9  | 13 | 40 | 33 | 7   | —               | —           |
| 1929  | B    | 21     | 20º  | 9   | 17 | 3  | 3  | 11 | 5  | 19 | −14 | —               | —           |
| 1930  | B    | 21     | 12º  | 17  | 20 | 7  | 3  | 10 | 28 | 34 | −6  | —               | —           |
| 1931  | B    | 19     | 7º   | 21  | 18 | 9  | 3  | 6  | 29 | 26 | 3   | Campeón (CCJC)  | —           |
| 1932  | B    | 14     | 2º   | 35  | 25 | 17 | 1  | 7  | 51 | 26 | 25  | —               | —           |

### Cronología de equipos alternativos

#### Reservas
Cronología de los equipos de reserva y alternativos en categorías de la Asociación Argentina de Football:
| Temp. | Div. | Clubes | Pos. | Pts | PJ | PG | PE | PP | GF | GC | DG | Copa                  | Otras copas |
| ----- | ---- | ------ | ---- | --- | -- | -- | -- | -- | -- | -- | -- | --------------------- | ----------- |
| 1926  | A    | 18     |      |     |    |    |    |    |    |    |    | Fase de grupos (CE)   | —           |
| 1927  | B    | 18     | 16º  | 19  | 34 | 6  | 7  | 21 |    |    |    | —                     | —           |
| 1927  | 3D   | 91     | 7º   | 0   | 12 | 0  | 0  | 12 |    |    |    | —                     | —           |
| 1928  | B    | 19     |      |     |    |    |    |    |    |    |    | —                     | —           |
| 1929  | B    | 21     | 14º  | 15  | 17 | 7  | 1  | 9  |    |    |    | —                     | —           |
| 1929  | 3D   | 79     | 5º   | 0   | 8  | 0  | 0  | 8  |    |    |    | —                     | —           |
| 1930  | B    | 21     | 7º   | 23  | 20 | 10 | 3  | 7  |    |    |    | —                     | —           |
| 1930  | 3D   | 87     | —    | —   | —  | —  | —  | —  | —  | —  | —  | —                     | —           |
| 1930  | 3D   | 87     | 3º   | 7   | 8  | 3  | 1  | 4  |    |    |    | —                     | —           |
| 1931  | B    | 19     | 16º  | 10  | 18 | 5  | 0  | 13 |    |    |    | Fase de grupos (CCJC) | —           |
| 1932  | B    | 14     |      |     |    |    |    |    |    |    |    | —                     | —           |

#### Juveniles
Cronología de los equipos juveniles en categorías de la Asociación Argentina de Football:
| Temp. | Div. | Clubes | Pos. | Pts | PJ | PG | PE | PP | GF | GC | DG | Copa | Otras copas |
| ----- | ---- | ------ | ---- | --- | -- | -- | -- | -- | -- | -- | -- | ---- | ----------- |
| 1927  | 5D   | 49     | 9º   | 4   | 18 | 3  | 0  | 15 |    |    |    | —    | —           |
| 1929  | 4D   | 154    | 6º   | 6   | 9  | 3  | 0  | 6  |    |    |    | —    | —           |
| 1929  | 4D   | 154    | 3º   | 17  | 12 | 8  | 1  | 3  |    |    |    | —    | —           |
| 1929  | 5D   | 65     | 3º   | 9   | 8  | 4  | 1  | 3  |    |    |    | —    | —           |

## Palmarés
| Organizados por AAF                                      | Organizados por AAF | Organizados por AAF |
| Competición nacional                                     | Títulos             | Subcampeonatos      |
| -------------------------------------------------------- | ------------------- | ------------------- |
| Copa de Competencia Jockey Club (1/0)                    | 1931                |                     |
| Copa Estímulo (0/1)                                      |                     | 1926                |
| División Intermedia (1/0)                                | 1925                |                     |
| Primera División B (0/1)                                 |                     | 1932                |
| Copa de Competencia de Segunda División de la AAmF (1/0) | 1922                |                     |
| Segunda División (1/0)                                   | 1925                |                     |